# ジャン＝ピエール・ヴァレーズ
ジャン＝ピエール・ヴァレーズ（Jean-Pierre Wallez 、1939年3月18日 - ）はフランスのヴァイオリニスト、指揮者。

## 経歴
1939年リール (フランス)生まれ。ヴァイオリンと室内楽をパリ音楽院で学ぶ。1960年パガニーニ国際コンクールで2位に入賞。
1975年から1977年までパリ管弦楽団のコンサートマスター。同時に1968年から1983年までアンサンブル・インストゥルメンタル・デ・フランスのリーダーとして広く活動した。1978年にパリ室内管弦楽団を創設し1986年まで音楽監督、指揮者として活躍を続けた。フランス芸術文化勲章、パリ・メダイユ・ド・ヴェルメイユ受賞。

## 日本との関係
1994年から2001年までオーケストラ・アンサンブル金沢のプリンシパル・ゲスト・コンダクターを務めた。